# Olga Dowbusch-Lubotsky
Olga Dowbusch-Lubotsky (* in Saratow) ist eine russische Cellistin.

## Werdegang
Dowbusch-Lubotsky begann im Alter von sieben Jahren Cello zu spielen. Sie studierte in Moskau und setzte ihre Ausbildung bei Wolfgang Mehlhorn an der Hochschule für Musik und Theater Hamburg fort. Sie gab Konzerte in den Niederlanden, in Frankreich, Spanien, Schweden, Finnland, Deutschland und Russland und trat bei verschiedenen internationalen Musikfestivals auf. 
Zu ihren kammermusikalischen Partnern zählen u. a. die Pianisten Irina Schnittke, Geoffrey Madge, Ralf Gothóni, Amir Tebenikhin und Vladimir Skanavi, die Geiger Mark Lubotsky, Alexander Brussilovsky und Katarina Andreasson und die Bratschisten Vladimir Mendelssohn und Ferdinand Erblich. Mit Mark Lubotsky und Ferdinand Erblich (Bratsche), Dmitri Vinnik bzw. Amir Tebenikhin (Klavier) bildet sie das Lubotsky-Trio (als Streich- bzw. Klaviertrio). Gegründet wurde das "Lubotsky-Trio" mit der Geigerin/Bratschistin Katarina Andreasson im Jahr 2003. 2010 spielte sie die niederländische Erstaufführung von Sofia Gubaidulinas "Repentance" für Violoncello, drei Gitarren und Kontrabass, die sie später auch auf CD einspielte. Eine CD mit Werken Alfred Schnittkes nahm sie 2013 mit Irina Schnittke und Mark Lubotsky auf. 